# Alireza Firouzja
Alireza Firouzja (Perzisch: علیرضا فیروزجاه) (Babol (Mazandaran), 18 juni 2003) is een in Iran geboren Frans schaker. Tot december 2019 speelde hij voor Iran, maar na een conflict met de bond verhuisde Firouzja met zijn vader naar Frankrijk. Tussen december 2019 en juli 2021 speelde hij onder de vlag van de Fédération Internationale des Échecs (FIDE). Sinds juli 2021 heeft hij een Frans paspoort en komt hij voor Frankrijk uit in schaakwedstrijden. Bij zijn overstap was hij meteen de speler met de hoogste rating van zijn nieuwe land.

## Carrière
Firouzja werd op zijn twaalfde al Iraans kampioen schaken. In september 2016 haalde hij op zijn dertiende de titel Internationaal Meester en sinds maart 2018 mag hij zichzelf Grootmeester noemen. Firouzja was in augustus 2019 de op een na de jongste persoon ooit die een rating van 2700 haalde; alleen Wei Yi wist hem op jongere leeftijd te behalen.
Op het wereldkampioenschap blitzschaak 2019 eindigde hij als 2e achter Magnus Carlsen. Op het Tata Steel-toernooi 2020 eindigde hij als 9e van de 14 in de Masters-groep; een jaar later werd hij gedeeld derde. In december 2021 won hij het Wereldkampioenschap blitz. Ook plaatste hij zich met winst in de FIDE Grand Swiss voor het kandidatentoernooi.